# Koprofagi
 Denne artikel bør gennemlæses af en person med fagkendskab for at sikre den faglige korrekthed.

Koprofagi betyder at spise afføring. Koprofagi inkluderer mange forskellige former for at spise afføring, herunder at spise andre arters, deres eller deres egen arts afføring. Koprofagi kan foregå på mange måder fx ved at dyret spiser afføringen direkte fra anus, eller ved at afføringen er skidt ud. Populære kæledyr som kaniner og marsvin laver koprofagi. Med det sagt betyder det ikke, at de spiser alt deres lort. Et dyr laver nemlig to slags afføring, sort slim og hvidt slim, dyrene spiser kun det hvide slim.
Planter laver også en slags koprofagi. Når landmanden bruger gødning på sin mark er det på grund af, at græsset skal have næringsstofferne fra afføringen, ligesom at dyrene tager næringstoffer for afføring.
Hos mennesker er der observeret koprofagi hos små børn, mennesker med psykiske lidelser, men også som en seksuel fetish i form af koprofili. De fleste dyr ud over mennesker, der spiser fæces, gør det som en naturlig del af livet, såsom næringsindtagelse eller for eksempel for at lette fordøjelsen, men det findes også hos dyr, at koprofagi er et symptom på, at dyret har det dårligt.